# Березин, Владимир Петрович
Владимир Петрович Березин (1839 — не ранее 1897) — поэт, беллетрист.

## Биография
Дворянин, сын окружного лесничего. Получил домашнее воспитание. Сдав экзамен на чин, в декабре 1856 года поступил на службу в канцелярию шацкого уездного
предводителя дворянства. Служил затем в палатах госимуществ: Тамбовской (с 1858) и Полтавской (1863―1866?). Почётный мировой судья Самарского уезда  (с 1874). На службе в ведомстве Министерства юстиции (с 1896). Мировой посредник в г. Поневеж Ковенской губернии (1885―1887). Статский советник.
В 1877 году написал несколько стихотворений, связанных с темой «турецкого зверства на сербской земле». Из публикаций в периодике выявлены: рассказы в газете «Свет» (1884), в журналах «Север» (1889, 1894), «Живописное обозрение» (1892), «Звезда» (1893); мемуары «Восемь лет в Северно-Заnадном крае. Boспоминания бывшего мирового посредника» (1896), «Моё судейство» (1896); статьи «Невольные думы», «Необходимые речи» (обе в 1889), участие в рубрике «Беседы» («Север», 1889). В 1888 году вышли в свет «Сочинения» Березина (т. 1―3).
В многословных романах (например, «Под чужим флагом»), повестях и рассказах Березин искусственно драматизируемое действие обычно завершается идиллически благополучной развязкой. Версификационная правильность мнимо глубокомысленной поэзии Березина достигается ценой смысловых несоответствий,
использованием случайных рифм, тавтологических повторов. В письмах к Д. Н. Цертелеву (1886―1887) Березин просил рекомендовать в «Русский вестник» свой роман «Не судьба». В 1890-е гг. добивалея содействия А. С. Суворина в опубликовании новых произведений, но, по-видимому, безуспешно. В 1896 и 1897 гг. обращался в Литературный фонд за ссудами.